# Ignacio Capitani
Ignacio Raúl Capitani (n. Rosario, Provincia de Santa Fe, Argentina, 9 de marzo de 1987) y es un futbolista argentino. Juega de mediocampista y actualmente se encuentra jugando por Unidos Atlético Club de la Liga Casildense de Fútbol, en la provincia de Santa Fe. Ha jugado en clubes como Rosario Central, equipo donde se formó futbolísticamente.

## Clubes
| Club                           | País      | Año         |
| ------------------------------ | --------- | ----------- |
| Rosario Central                | Argentina | 2007 - 2009 |
| Castel di Sangro               | Italia    | 2009 - 2010 |
| Toma Maglie                    | Italia    | 2010 - 2011 |
| El Tanque Sisley               | Uruguay   | 2011 - 2012 |
| Sportivo Las Parejas           | Argentina | 2012        |
| San Luis de Quillota           | Chile     | 2013        |
| Atlético Correa                | Argentina | 2013        |
| Alumni (Casilda)               | Argentina | 2014        |
| José Gálvez                    | Perú      | 2015        |
| Unidos Atlético Club (Zavalla) | Argentina | 2018        |